# Yoshin Ryu
Yōshin-ryū (楊心流?) ("La scuola dello Spirito del Salice") è un nome comune a diverse tradizioni di Arti Marziali fondate in Giappone nel periodo Edo. La più popolare e nota fu la linea Yōshin-ryū fondata dal medico Akiyama Shirōbei Yoshitoki a Nagasaki nel 1632. Il lignaggio Yōshin-ryū di Akiyama è forse il più influente stile di jujutsu in Giappone. Verso la fine del periodo Edo infatti, la scuola di Akiyama e correnti derivate erano diffuse in buona parte del Giappone e in epoca Meiji lo Yōshin-ryū fu importato anche in Europa e Stati Uniti.

## Curriculum
Il lignaggio Akiyama del Yōshin-ryū è famoso per un curriculum che contiene anche kyūshojutsu (急所術) e atemi (percussione in punti vitali) e lo sviluppo dell'energia interna, insegnamenti che potrebbero avere un'origine cinese. Si ritiene che alcuni di questi insegnamenti siano poi stati assorbiti da tradizioni derivate o da altri stili di jujutsu.
In realtà l'unica scuola della linea Akiyama che sopravvive ancora oggi è la Yōshin-ryū naginata di Hiroshima guidata da Koyama Takako, tuttavia la scuola in passato fu molto prolifica e ha influenzato profondamente altri stili oggi esistenti.

## Derivati
Tra le scuole derivate dall'Akiyama Yōshin-ryū jujutsu si possono ricordare:
Danzan ryu, Shin Yoshin ryu, Shin Shin ryu, Sakkatsu Yoshin ryu, Shin no Shindo ryu, Tenjin Shin'yō-ryū, Shindō Yōshin-ryū, Takamura ha Shindo Yoshin ryu, Wado-ryū (scuola moderna di Jujutsu Kenpo/Karate basata sullo Shindō Yōshin-ryū), Ryushin Katchu ryu, Ito ha Shinyo ryu, Kurama Yoshin ryu, Kodokan Judo.

## Takagi Yoshin ryu e Hontai Yoshin ryu
Le scuole Takagi Yoshin Ryu e Hontai Yoshin ryu non sono a rigore lignaggi Yōshin-ryū ma si ritiene discendano da un'altra tradizione molto nota, il Takenouchi-ryū che a sua volta deriva da una tradizione molto antica tipicamente giapponese. Sebbene questi stili sembrino in parte influenzati dallo Yōshin-ryū, non vi sono documenti che dimostrino relazioni accertate.
Queste due correnti sono note anche con i seguenti nomi:
Hontai Yoshin ryu, Takagi ryu, Hontai Takagi Yoshin ryu, Takagi Hontai Yoshin ryu, Kukishin ryu, Minaki Den Kukishin ryu.
Una scuola che deriva dal Takagi ryu è il Shingetsu Muso Yanagi ryu.